# Santa María Huatulco
Santa María Huatulco (del náhuatl: Kwahtolko ‘Lugar donde se adora el madero’) es una población del estado mexicano de Oaxaca, es la cabecera del Municipio de Santa María Huatulco, localizado en la Costa Oaxaqueña. Fue fundado el 8 de enero de 1539, aunque hay indicios y testimonios de que quizá fuera antes (hacia 1522), por Pedro de Alvarado y cuenta con una población de 50,862 (INEGI 2020) habitantes.
Es cabecera del municipio del mismo nombre y en cuyo territorio se encuentra el destino turístico conocido como Bahías de Huatulco. El 8 de enero del 2019 celebró el 480 aniversario de su titulación como pueblo.

## Toponimia
Durante el siglo XI, este espacio costero perteneció al antiguo reino mixteco de Tututepec. Cuando estos llegaron al lugar lo nombraron Cuauhtolco, que significa "lugar donde se adora el madero"; posteriormente la palabra cambió al actual nombre de Huatulco. Esta denominación se originó a causa del culto que se tenía a una importante cruz que se encontraba en las cercanías del puerto de Huatulco, colocada ahí según cuenta la leyenda, por un enigmático personaje, más de 1500 años antes de la llegada de los españoles.

## Historia
Al principio del mestizaje, Huatulco fue utilizado ampliamente como puerto comercial, y logró un verdadero éxito que provocó las incursiones de piratas: Francis Drake, en 1578, y Thomas Cavendish, en 1587. En la época de Independencia de México, fue aquí donde se consumó la traición a Vicente Guerrero, quien poco antes era presidente de la República Mexicana, por parte del marino italiano Francisco Picaluga. La playa donde fue desembarcado se denomina La Entrega, misma que se localiza en la Bahía Santa Cruz.
En 1850, Benito Juárez, gobernador de Oaxaca, visitó la costa del Pacífico y fundó la Villa de Crespo en lo que hoy es Huatulco.
En 1969, el gobierno mexicano decidió dar un fuerte impulso al turismo, en especial a los destinos de playa. Fue entonces cuando, haciendo la exploración del territorio nacional en busca de sitios adecuados para la creación de desarrollos turísticos integrales, redescubrieron las Bahías de Huatulco cuyas características resultaron óptimas considerarlo parte del proyecto.
En 1983, cuando se concluyeron las carreteras Puerto Escondido- Salina Cruz y la de Oaxaca-Pochutla, el Fondo Nacional de Fomento al Turismo dio inicio a los trabajos del complejo turístico de Bahías de Huatulco, el cual quedó comprendido en nueve bahías naturales desde la Bahía de Copalita hasta la Bahía de San Agustín. En ese tiempo la bahía Santa Cruz era el principal asentamiento humano del lugar, cuyos habitantes estaban dedicados a la agricultura y a la pesca de subsistencia.
Actualmente las Bahías de Huatulco son consideradas un atractivo destino turístico tanto a nivel nacional como internacional, ya que cuenta con una excelente infraestructura y servicios hoteleros de gran turismo de 5, 4 y 3 estrellas, así como restaurantes, centros nocturnos, discotecas y un campo de golf, los cuales se encuentran distribuidos principalmente en las bahías Santa Cruz, Tangolunda y en el centro urbano La Crucecita.

## Tradición
Las generaciones pasan, el tiempo no se detiene, pero las formas no cambian, los procesos perduran, la alegría se mantiene, los sabores se identifican; Huatulco es toda una forma de vida heredada, naves mercantes venidas del oriente, leyendas con un toque de misticismo, caminos antiguos por donde transitaban los ancestros que fundaron los pueblos, vestigios arqueológicos a la orilla del mar, bailes, sones y chilenas que con su ritmo y cadencia invitan a disfrutarlos. Es por ello que con mucho orgullo dan a conocer sus costumbres y tradiciones en la máxima fiesta de los oaxaqueños “La Guelaguetza”.  Mostrando al turismo nacional e internacional, la algarabía que los caracteriza, agregándole un toque pícaro a su presentación, exhibiendo con sus trajes vistosos, la maravilla de su corazón.

## Gastronomía
La gastronomía de Oaxaca se distingue por la gran variedad de elementos que la conforman, condimentos prehispánicos que se han mezclado con ingredientes del Viejo Mundo, destacando por su sabor y color en cada platillo. Del chocolate al chile, sin excluir al mezcal acompañado de los exóticos chapulines, la carne de iguana, el delicioso quesillo y su pan de yema, la cocina oaxaqueña tiene siempre una sorpresa para el paladar. Y en la costa, frente a sus cálidas aguas y la belleza de sus playas, los mariscos se proponen como una alternativa más para los visitantes.
En Huatulco los ingredientes de la gastronomía oaxaqueña se unen a los pescados y mariscos, como camarones, langosta y pulpo para elaborar platillos como los caldos de camarón gigante o el pescado a la talla, las mariscadas calientes y las exóticas piñas gratinadas rellenas de mariscos.[cita requerida] Para la Navidad se cocina el pozole que es un platillo navideño.

## Hermanamientos
La ciudad de Huatulco tiene Hermanamientos con 3 ciudades alrededor del mundo:
- Ciudad de México, México (2011)[8]
- Tuxtepec, México (2019)[9]
- Oaxaca, México (2019)[10]